# Tesiny
Tesiny [pronunciación en polaco: /tɛˈɕinɨ/] (en alemán: Vorwerk Tesin) es un asentamiento en el distrito administrativo de Gmina Śrem, dentro del Distrito de Śrem, Voivodato de Gran Polonia, en el oeste de Polonia central. Se encuentra aproximadamente a 7 kilómetros al noreste de Śrem y a 32 kilómetros al sur de la capital regional Poznań.
El poblamiento tiene una población de 7 habitantes.